# Jill Bakken
Jill Bakken   (Portland, 25 de gener de 1977), posteriorment coneguda amb el nom de casada Jill Linder, és una pilot de bob estatunidenca, ja retirada, que va competir a partir de 1994. El 2002 va prendre part en els Jocs Olímpics d'Hivern de Salt Lake City on, formant parella amb Vonetta Flowers, guanyà la medalla d'or en la prova de bobs a dos del programa de bob. Aquesta era la primera medalla femenina en bob en uns Jocs Olímpics.
Bakken estudià a la Lake Washington High School i posteriorment a l'Eastern Washington University, la University of Utah i l'Oregon State University, on jugà a futbol.
Casada amb Florian Linder, ambdós exerceixen d'entrenadors de l'equip canadenc de bobs.